# 1154 Астрономија
1154 Астрономија је астероид са пречником од приближно 61,08 .
Афел астероида је на удаљености од 3,636 астрономских јединица (АЈ) од Сунца, а перихел на 3,134 АЈ.
Ексцентрицитет орбите износи 0,074, инклинација (нагиб) орбите у односу на раван еклиптике 4,558 степени, а орбитални период износи 2275,084 дана (6,228 година).
Апсолутна магнитуда астероида је 10,51 а геометријски албедо 0,029.
Астероид је откривен 8. фебруара 1927. године.